# Sparkasse Gera-Greiz
Die Sparkasse Gera-Greiz ist eine der größten Sparkassen in Thüringen. Sie ist eine Anstalt des öffentlichen Rechts.
Ihre Träger sind der Landkreis Greiz und die kreisfreie Stadt Gera. Der Sitz der Sparkasse ist Gera. Der Verwaltungsratsvorsitz wechselt im Turnus von zwei Jahren und sechs Monaten zwischen dem Geraer Oberbürgermeister und dem Landrat des Landkreises Greiz.

## Sparkassen-Finanzgruppe
Die Sparkasse Gera-Greiz ist Teil der Sparkassen-Finanzgruppe und gehört damit auch ihrem Haftungsverbund an. Er sichert den Bestand der Institute und sorgt dafür, dass sie auch im Fall der Insolvenz einzelner Sparkassen alle Verbindlichkeiten erfüllen können. Die Sparkasse vermittelt Bausparverträge der regionalen Landesbausparkasse, offene Investmentfonds der Deka und Versicherungen der SV SparkassenVersicherung. Im Bereich des Leasing arbeitet die Sparkasse Gera-Greiz mit der  Deutschen Leasing zusammen. Die Funktion der Sparkassenzentralbank nimmt die Landesbank Hessen-Thüringen wahr.

## Geschäftszahlen
Die Sparkasse Gera-Greiz wies im Geschäftsjahr 2023 eine Bilanzsumme von 2,724 Mrd. Euro aus und verfügte über Kundeneinlagen von 2,27 Mrd. Euro. Gemäß der Sparkassenrangliste 2023 liegt sie nach Bilanzsumme auf Rang 179. Sie unterhält 21 Filialen/Selbstbedienungsstandorte und beschäftigt 415 Mitarbeiter.

## Geschichte
Die Sparkasse Gera-Greiz entstand am 1. März 1995 durch Fusion der Stadt- und Kreissparkasse Gera mit der Kreissparkasse Greiz-Zeulenroda, die ihrerseits 1994 aus der Fusion der Kreissparkasse Greiz mit der Kreissparkasse Zeulenroda hervorgegangen war. Die drei Vorgängerinstitute entstanden jeweils 1952 im Rahmen der Reorganisation der Sparkassen in der DDR.